# Liste der Monuments historiques in Brillecourt
Die Liste der Monuments historiques in Brillecourt führt die Monuments historiques in der französischen Gemeinde Brillecourt auf.

## Liste der Objekte
| Bezeichnung           | Beschreibung            | Standort                                | Kennzeichnung | Schutzstatus | Datum | Bild |
| --------------------- | ----------------------- | --------------------------------------- | ------------- | ------------ | ----- | ---- |
| Kirchenfenster Petrus | aus dem 16. Jahrhundert | in der Kirche St-Pierre-ès-Liens (Lage) | PM10000372    | Classé       | 1913  |      |